# Nova Vas (Poreč)
Nova Vas is een plaats in de gemeente Poreč in de Kroatische provincie Istrië. De plaats telt 341 inwoners (2001).